# Wowoni
Wawonii ou Wowoni (Pulau Wowoni) é uma ilha da Indonésia com área de 867 km² na província de Celebes do Sudeste, situada no mar de Banda. Fica a sudeste de Celebes (Sulawesi) e a norte de Buton. Em 2020 a ilha contava com 37050 habitantes.